# Free (альбом Гевина Дегро)
| Оценки критиков      | Оценки критиков |
| Источник             | Оценка          |
| -------------------- | --------------- |
| Allmusic             | [ 1 ]           |
| Entertainment Weekly | C+              |
| People               | [ 3 ]           |
| Slant Magazine       | [ 4 ]           |
| USA Today            | [ 5 ]           |

Free — третий студийный альбом автора-исполнителя Гевина ДеГро. Релиз состоялся 31 марта 2009 года.
Не особо задумываясь над концепцией, ДеГро записывает альбом почти за две недели в бруклинской студии продюсера Кэймуса Селли, который сотрудничал с такими знаменитостями как Тина Тернер, Дэвид Бирн, Лана Вульф и Арто Линдсэй. ДеГро и Селли были знакомы ещё со времен работы над ранней версией Chariot (которая вероятно вошла в альбом «Gavin Live»). «Я уже работал с несколькими продюсерами, поэтому точно знал, чего хочу, — говорит ДеГро — Это была возможность принимать участие в создании альбома, и я знал, Кэймус может дать то звучание, которого я добивался».
Вера Гевина в Селли и сотрудничество дали возможность ДеГро сделать то, чего давно уже не делал. «Этот альбом показывает, насколько я люблю музыку, — рассказывает певец. — Он не про что-то большее, сильнее или громче. Он о простоте в её чистом виде. Он не звучит как громоздкий инструмент. Он звучит как побег от всего тяжёлого».

## Об альбоме
Альбом был записан в конце 2008 года и завершен в январе 2009. В продажу поступил 31 марта 2009 года, меньше чем через год после релиза последнего альбома.

### Синглы
Альбом представлен двумя синглами. Релиз «Stay» состоялся 31 марта 2009 года через интернет сайт. Второй сингл «Dancing Shoes» был выпущен позже в этом же году. А композиция «Glass» звучала в 18 эпизоде шестого сезона сериала «Холм одного дерева»

### Список композиций
Все песни написаны Гевином ДеГро. Кроме «Indian Summer», написанной Крисом Уайти.
1. «Indian Summer» — 4:43
2. «Free» — 3:56
3. «Stay» — 3:33
4. "Mountains to Move " — 5:46
5. «Glass» — 3:53
6. «Lover Be Strong» — 4:28
7. «Dancing Shoes» — 3:46
8. «Waterfall» — 4:41
9. «Why Do the Men Stray?» — 3:05

### Бонусные композиции
эксклюзивный бонус-трек на iTunes
1. «Never the Same» — 4:19

эксклюзивный бонус-трек на Amazon.com
1. «Young Love» — 3:46 (не входит в альбом)

эксклюзивный бонус-трек для предзаказа
1. «Get Lost» — 4:06 (не входит в альбом)

### Участники записи
- Гевин ДеГро — фортепиано, вокал, акустическая гитара
- Одли Фид (Audley Freed) — гитара
- Энди Хесс (Andy Hess) — бас
- Джордж Лэкс (George Lanks) — B3, вурлитцер, клавинет, Arap String Ensemble
- Чарли Дрэйтон (Charley Drayton) — ударные

Кроме «Waterfall»
- Гевин ДеГро — вокал
- Джэк Питручелли (Jack Petrucelli) — гитара, omnichord
- Алвин Муди (Alvin Moody) — бас
- Мэтт Флинн (Matt Flynn) — ударные

## Критика
В общем, критики положительно приняли альбом. Дав оценку альбому три-из-четырёх, USA Today написали «навязчивая манера ДеГро растягивать слова иногда перегружает этот серьезный, задушевный материал. Но, когда раздражающие нюансы утихают… баланс прекрасен». Чак Арнолд из журнала People так же оценил альбом певца. Он сказал, что ДеГро « по существу вернулся к простоте, акустическому звучанию его первых песен». Стивен Томас Эрльюин из издания Allmusic оценил альбом на троечку (из пяти) сказав, «Он мог использовать хотя бы один прием из „I Don’t Want to Be“, но Free звучит легко и тепло, что-то, что можно было бы назвать взрыв блюза и соула его первых двух альбомов».

## Чарты
Free дебютировал на Billboard 200 на девятнадцатой строчке, разойдясь накладом в 29,000 копий. На второй неделе альбом опустился на 97 позицию.
| Чарт (2009)         | Пиковая позиция |
| ------------------- | --------------- |
| Danish Albums Chart | 29              |
| Dutch Albums Chart  | 76              |
| Swiss Albums Chart  | 96              |
| US Billboard 200    | 19              |